# Ловча (Доњи Кукурузари)
Ловча је насељено место у општини Доњи Кукурузари, у Банији, Република Хрватска.

## Историја
Ловча се од распада Југославије до августа 1995. године налазила у Републици Српској Крајини. До територијалне реорганизације у Хрватској насеље се налазило у саставу бивше велике општине Костајница.

## Становништво
Насеље је према попису становништва из 2011. године имало 19 становника.
| Националност       | 1991.        |
| Срби               | 106 (99,06%) |
| Хрвати             | 0            |
| Југословени        | 0            |
| остали и непознато | 1 (0,93%)    |
| Укупно             | 107          |